# Biserica de lemn Sf. Arhangheli din Letca

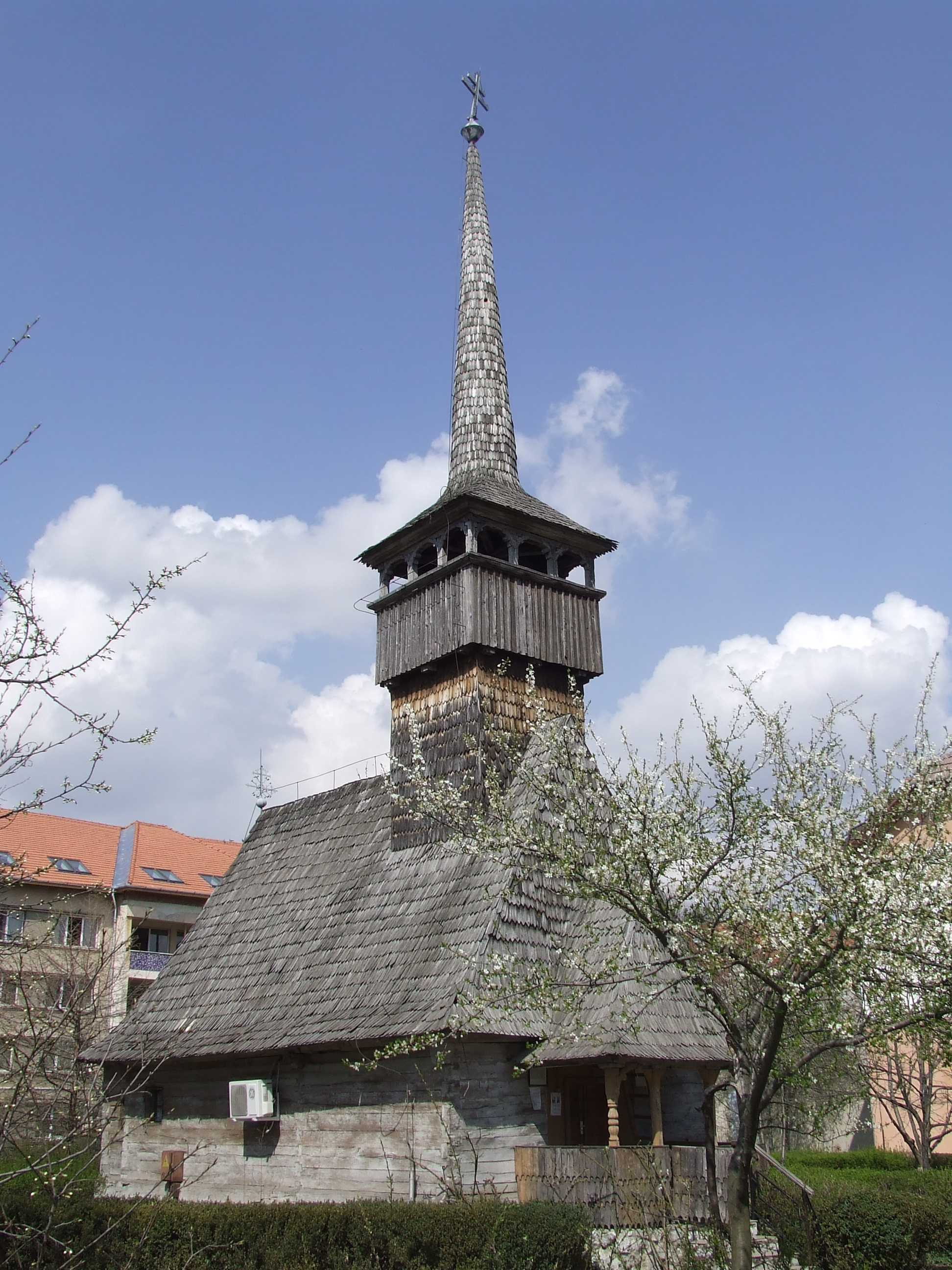
Biserica de lemn din Letca, a nobililor, cu hramul Sfinţii Arhangheli Mihail şi Gavriil, judeţul Sălaj

Harta localităţii Letca. Amplasarea celor două biserici de lemn în cadrul satului la sfârșitul sec. al XIX-lea

Biserica de lemn Sfinții Arhangheli a fost cunoscută în satul Letca (județul Sălaj) sub numele de biserica nobililor, în raport cu biserica de lemn a iobagilor. Biserica nobililor a fost construită în a doua parte a secolului al XVIII-lea și a servit ca lăcaș de închinăciune pentru credincioșii din Letca până în anul 1991. După această dată, biserica de lemn a fost strămutată în incinta Universității din Oradea, primind destinația de paraclis al Facultății de Teologie și biserică a universității din localitate. Biserica se află pe noua listă a monumentelor istorice din 2010 cu  BH-II-m-B-20958.

## Istoric
Actul de naștere al acestei biserici de lemn - cea de a doua biserică de lemn din Letca - îl constituie dispoziția dată localnicilor de către generalul Buccow ca aceștia să ridice și pentru credincioșii uniți o biserică potrivită ("edificient prounitis capellam congruentem") - adică pentru cele zece familii trecute la unire, restul familiilor din sat rămânând la vechea credință ortodoxă și folosind biserica de lemn Sf. Maria din Letca.
În anul 1991, prin grija Episcopiei Ortodoxe din Oradea și cu acordul consiliului parohial din Letca, biserica de lemn a fost mutată la Oradea, în incinta Universității, fiind folosită ca biserică paraclis. Pe bârnele bisericii sunt vizibile multe din marcajele folosite în timpul mutării.
În urma strămutării bisericii, pictura veche nu s-a păstrat. Noua pictură a fost executată în anul 1993, biserica fiind resfințită la 4 octombrie 1993 de către episcopul Ioan Mihălțan. Cu această ocazie a primit și un al doilea hram, Sfinții Mucenici Constantin Brâncoveanu și fiii săi.

## Trăsături
Biserica Sfinții Arhangheli - de plan dreptunghiular, cu absida decroșată poligonală, cu cinci laturi - are dimensiunile de 12/4.75 m. Aceste dimensiuni dezvăluie astfel în mod concret tendința de lărgire din ce în ce mai generoasă a spațiului de rugăciune în interiorul locașului de cult din lemn - tendință manifestată pe parcursul a unui întreg secol. Edificiul este prevăzut cu un turn clopotniță cu foișor deschis pe arcade.
Pictura interioară, executată la începutul secolului al XIX-lea cu culori vii și bogate chenare florale, a fost distrusă în totalitate. Cu toate aceastea, avem câteva publicații din care aflăm că reprezentările de pe bolta naosului făceau parte din ciclul patimilor, fiind înconjurate de motive florale. În zona mediană apărea o reprezentare legată de apocalips, precum și una ce trimite la visul lui Iacov. Pe una din icoanele nedatate ale iconostasului, icoană datând probabil din primii ani ai secolului al XIX-lea, apare semnătura lui Simion Moraru Zugrav.

## Imagini

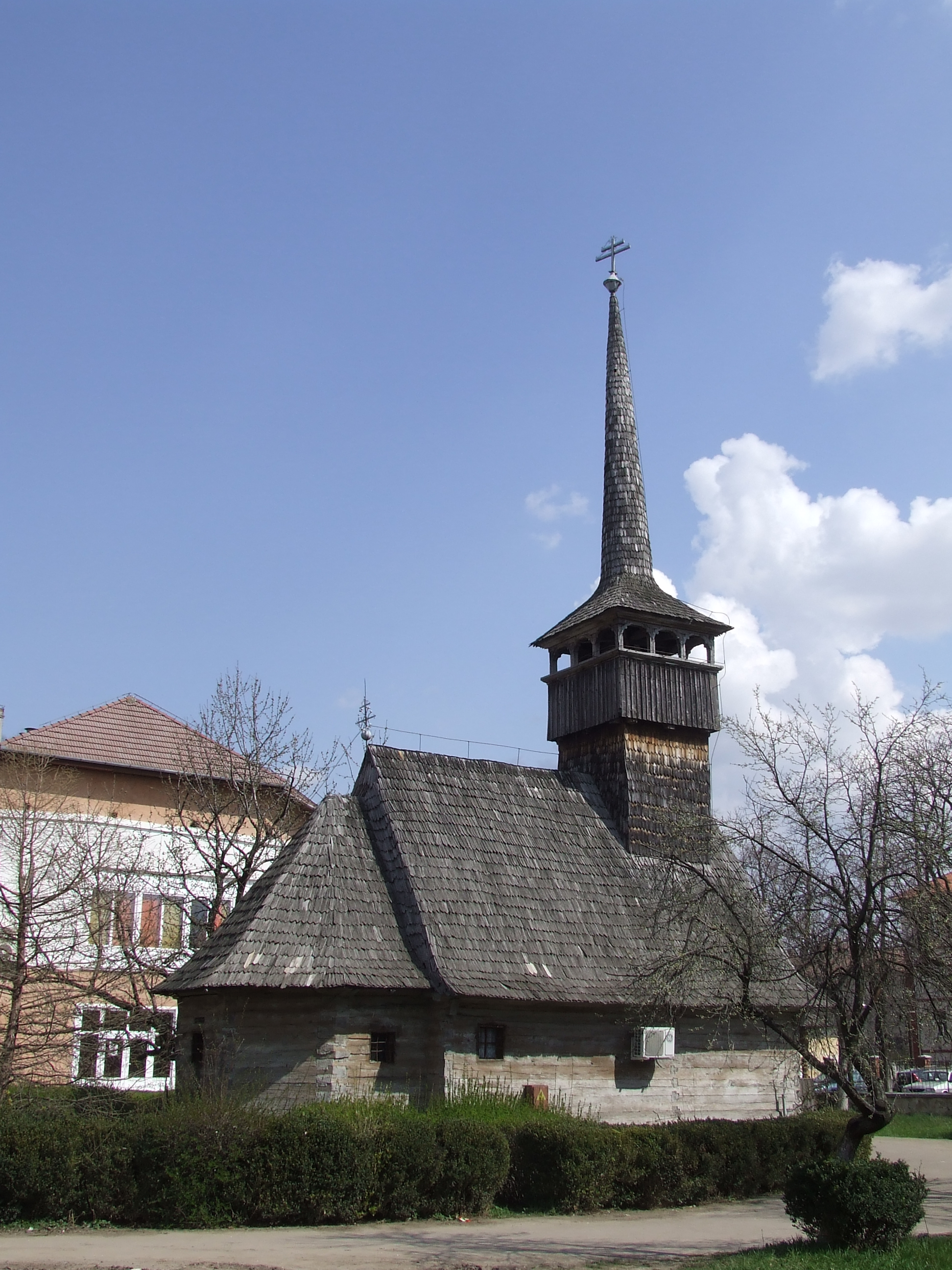
Vedere de ansamblu. Biserica din Letca
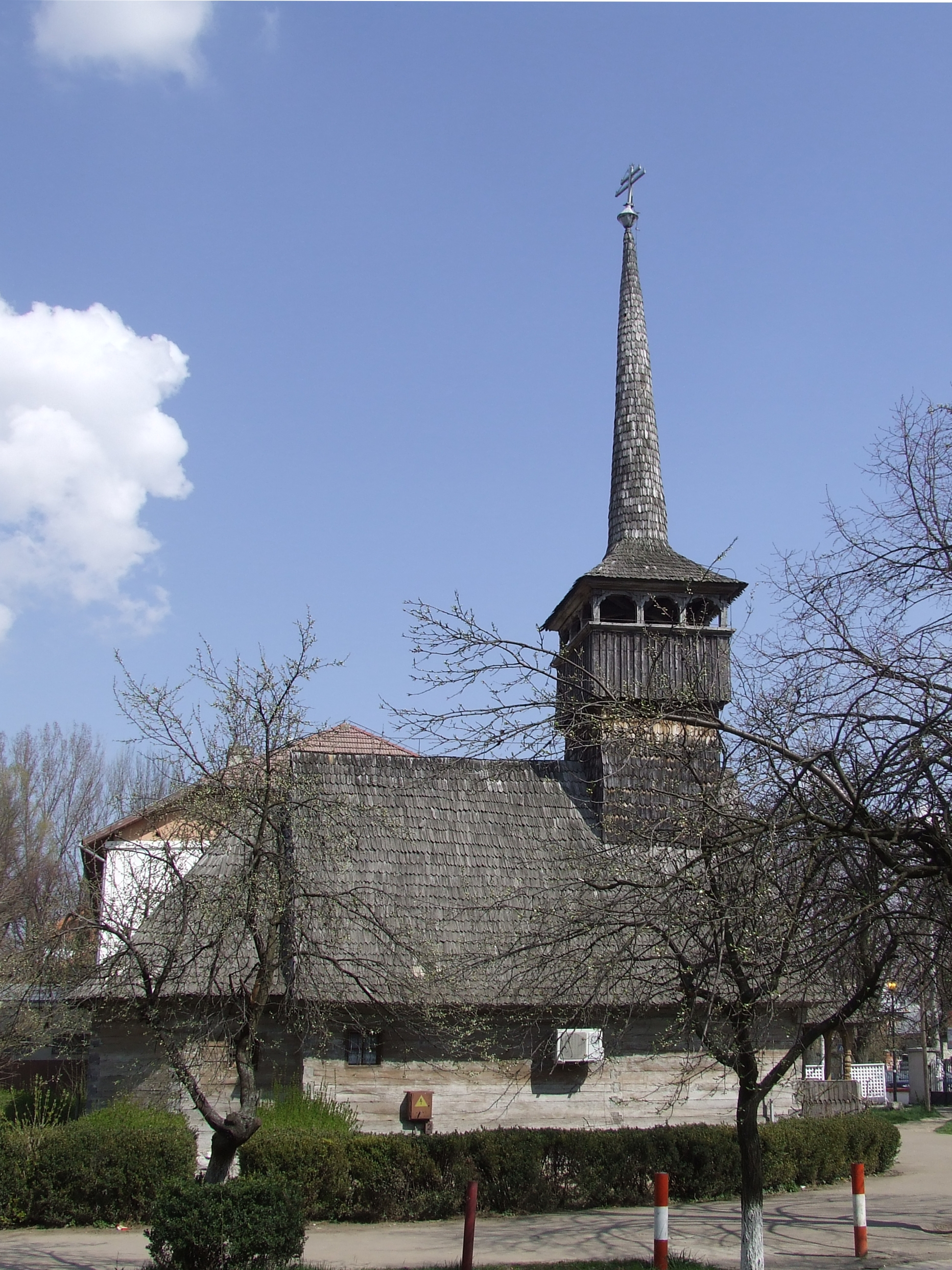
Vedere laterală. Biserica din Letca
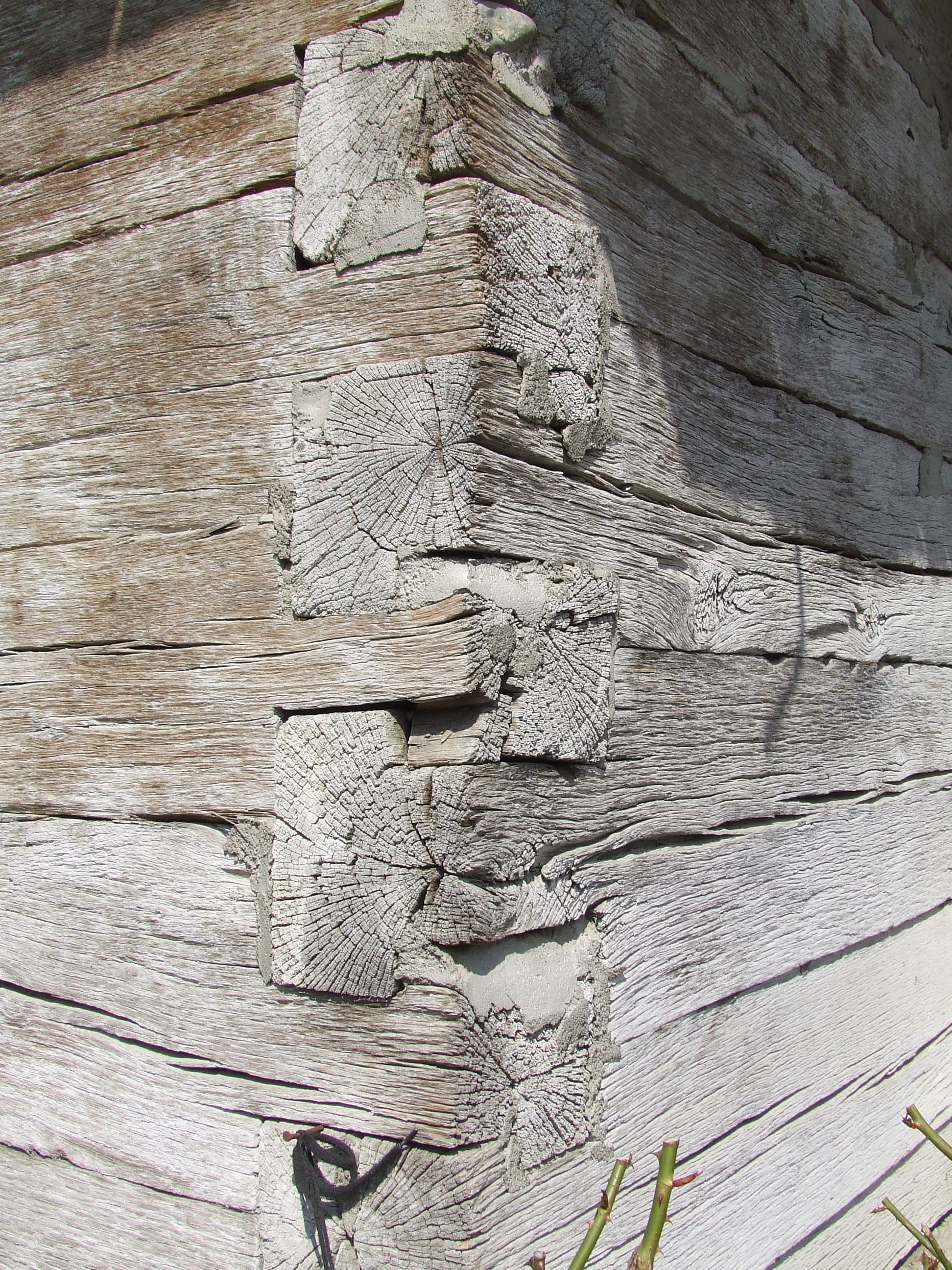
Îmbinare
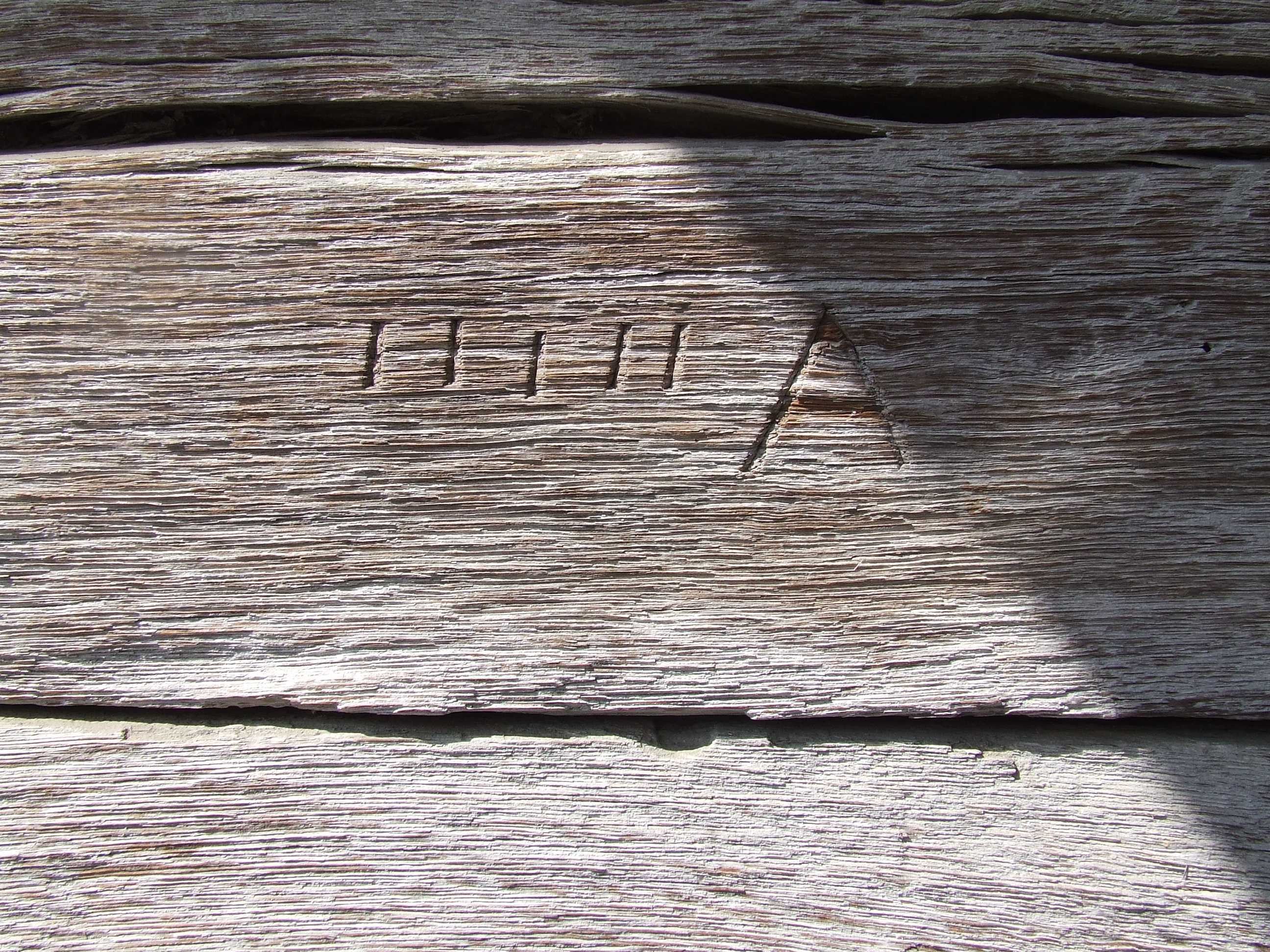
Notarea bârnelor făcute pentru mutarea bisericii
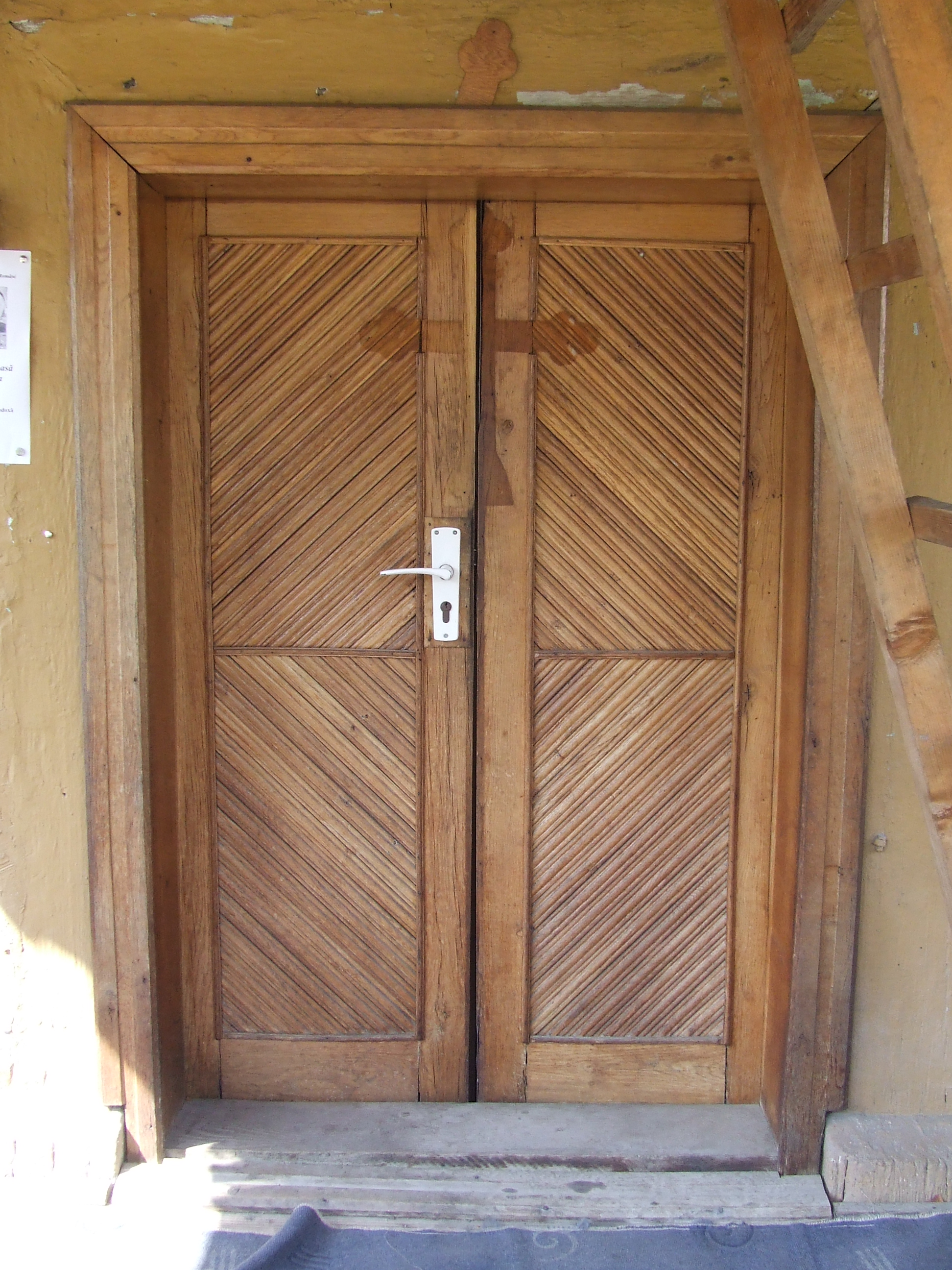
Noua uşă a bisericii
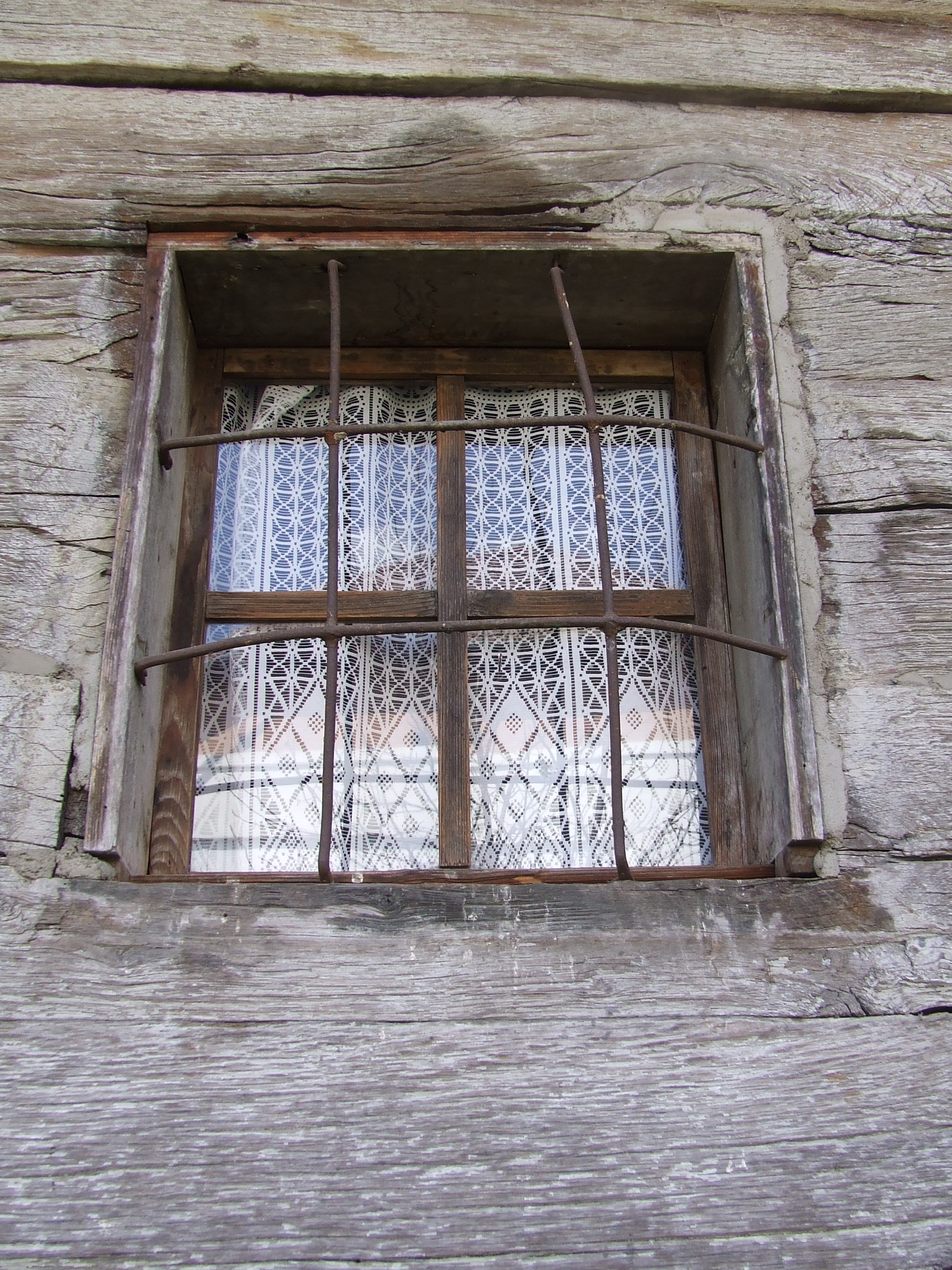
Una dintre ferestrele bisericii
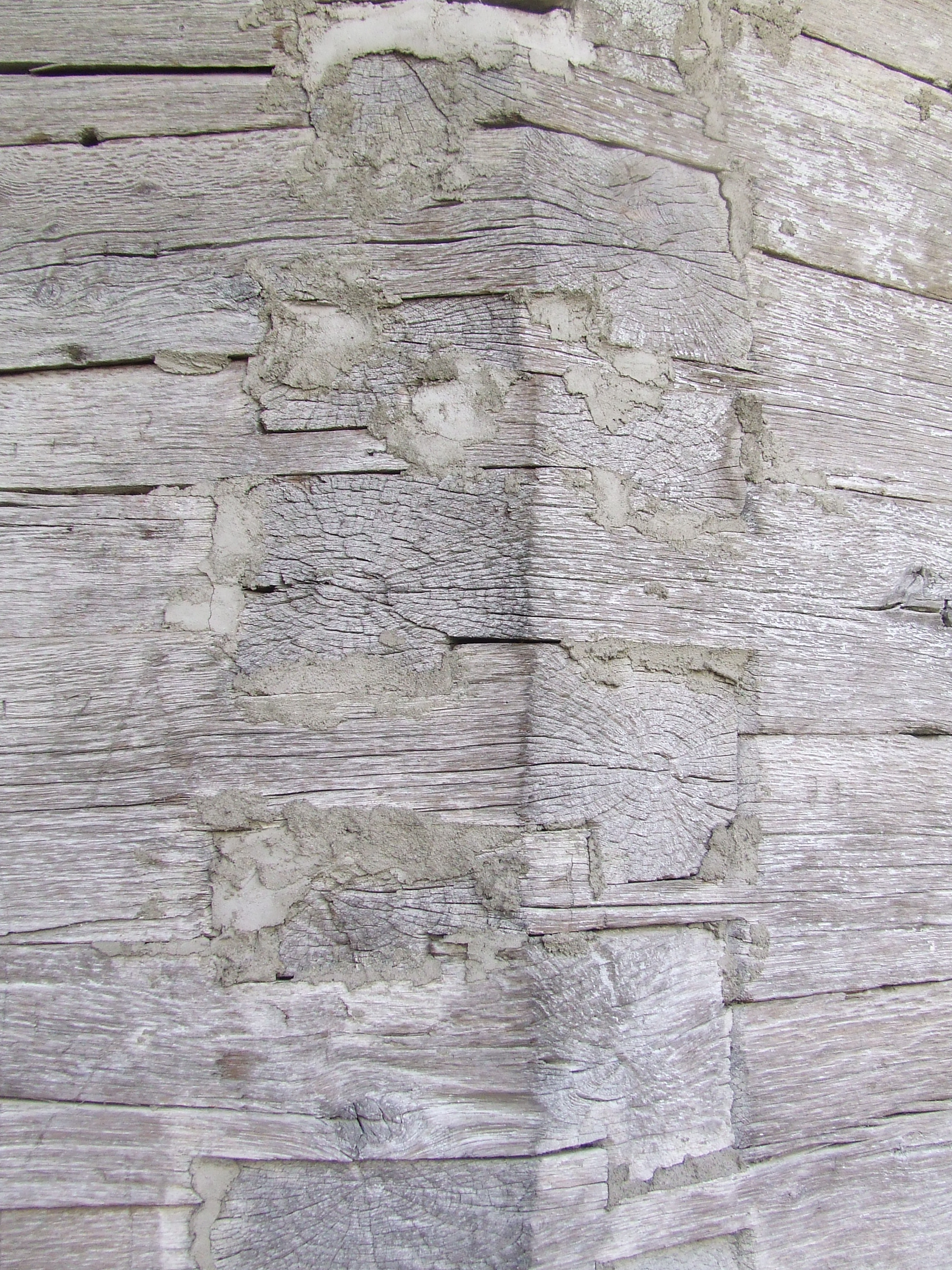
Îmbinare la absida altarului
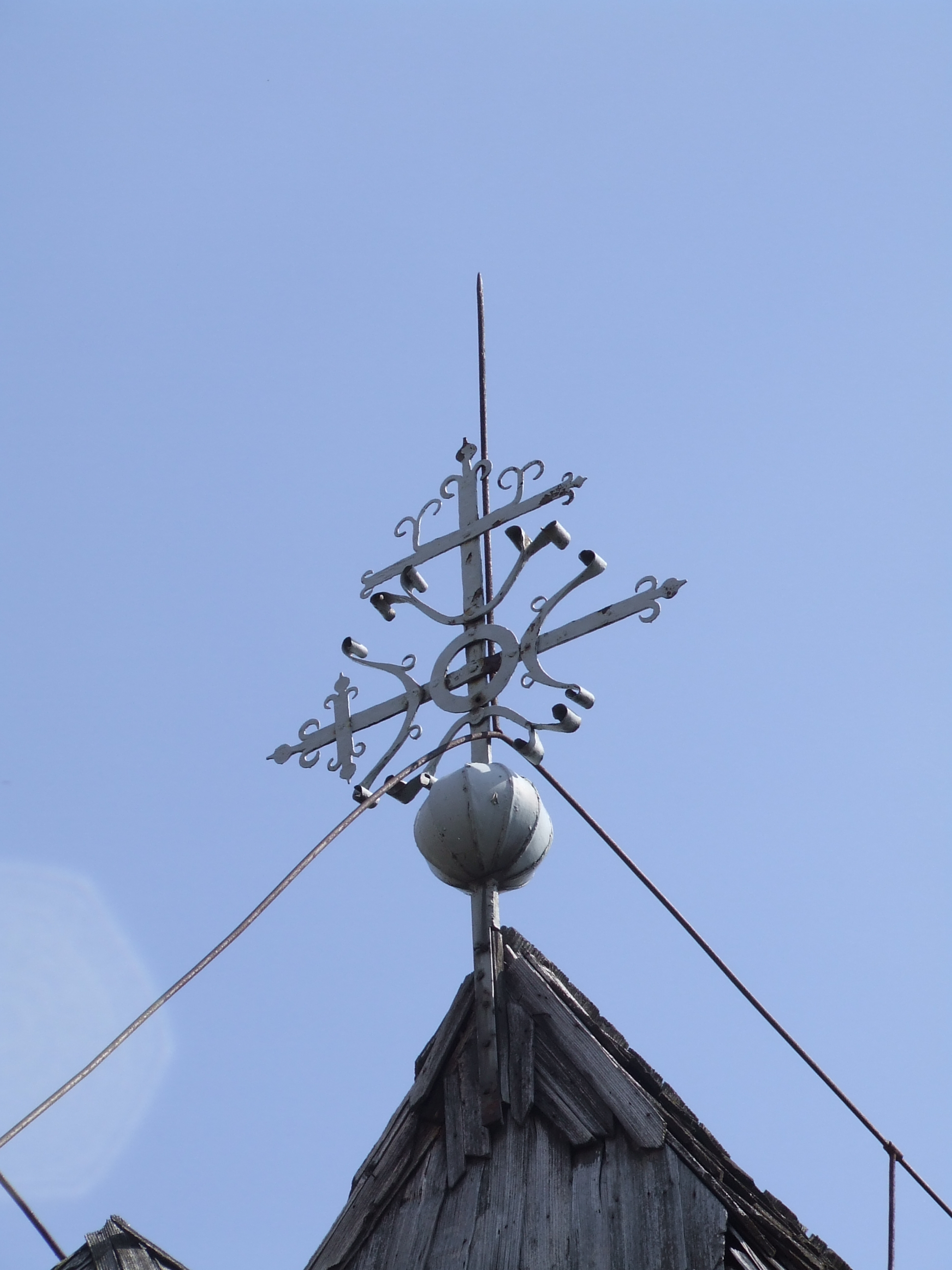
Cruce
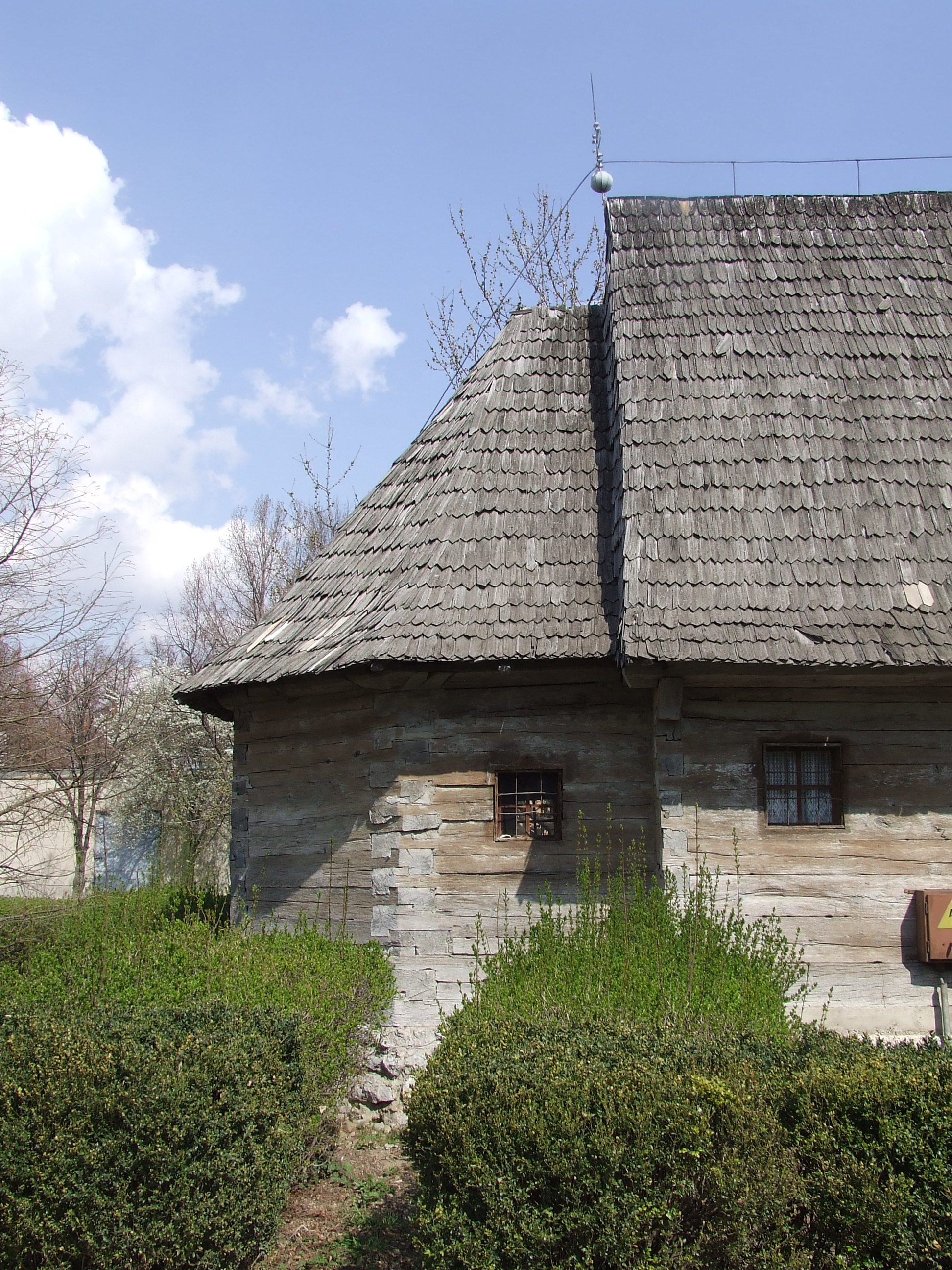
Vedere laterală a absidei altarului
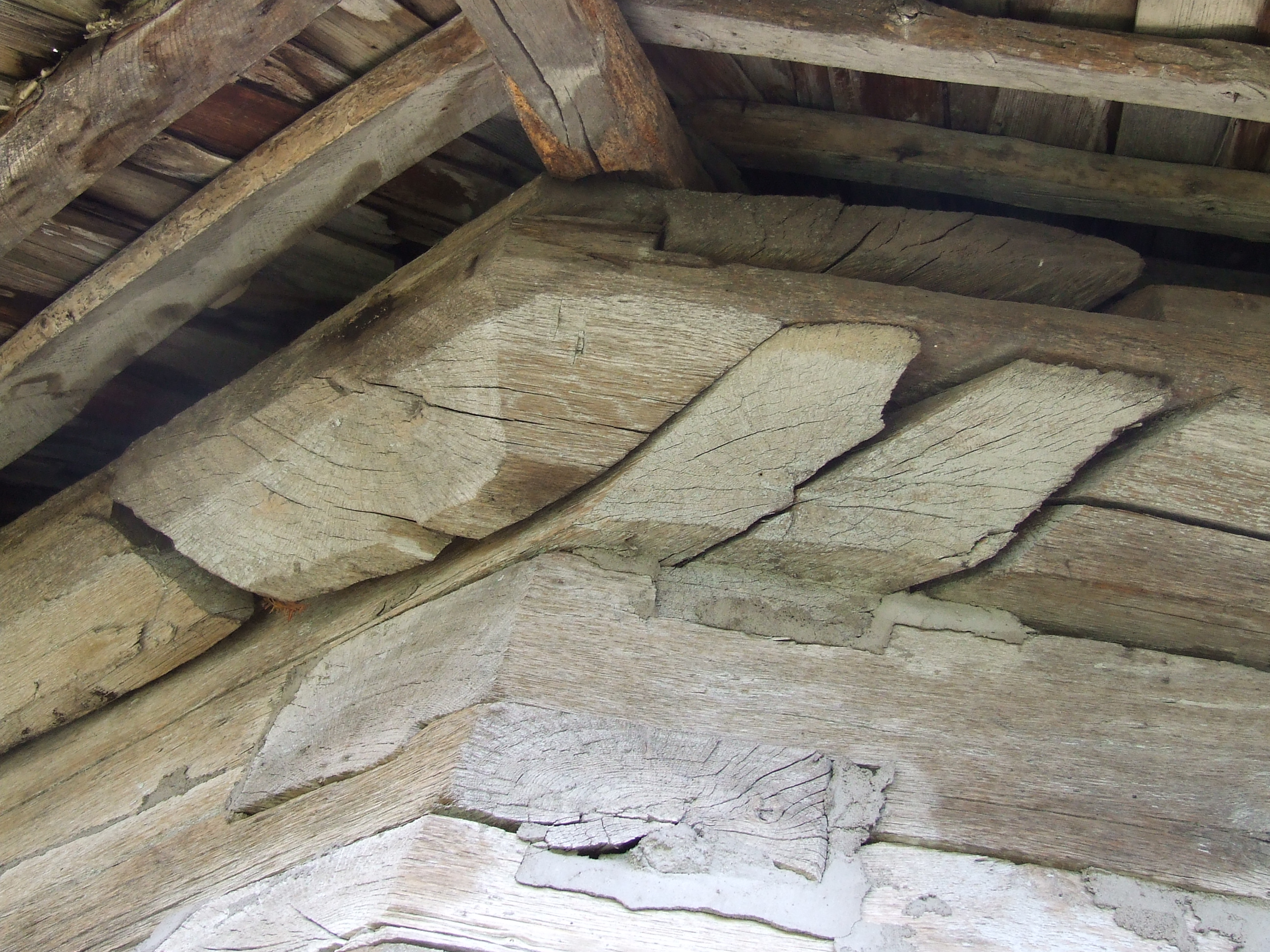
O altă îmbinare
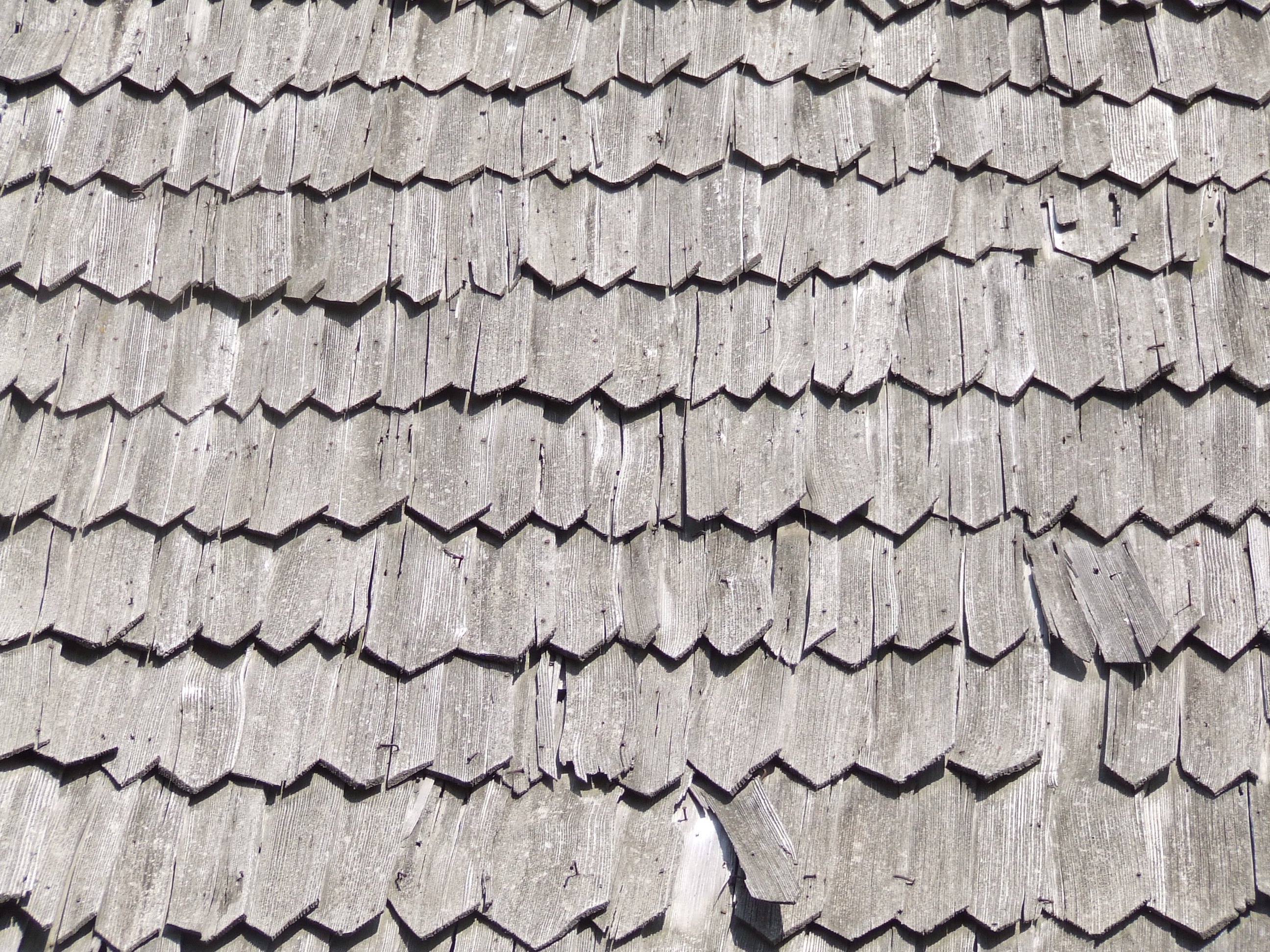
Şindrila folosită pentru acoperiş
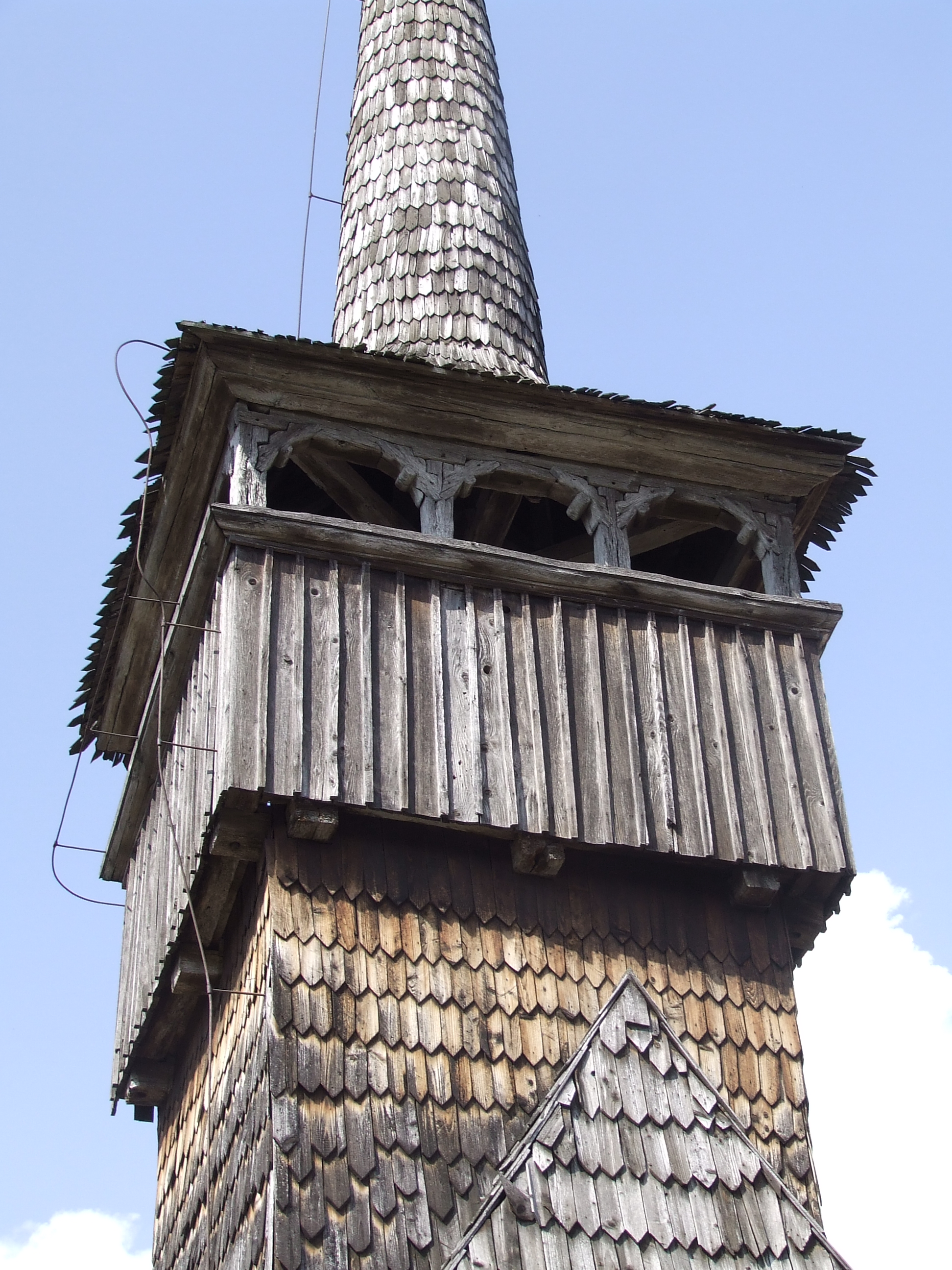
Galeria turnului
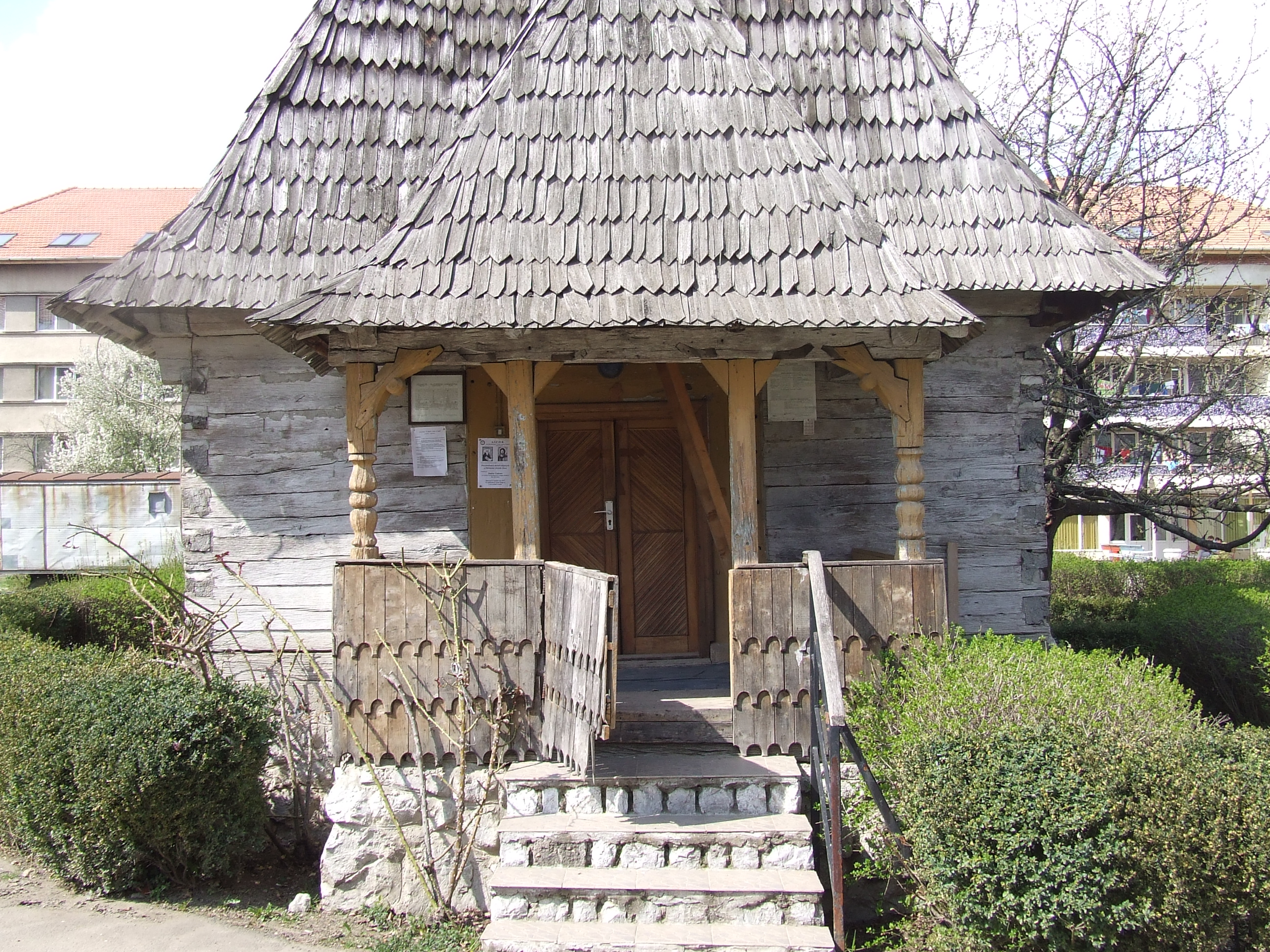
Intrarea în biserică
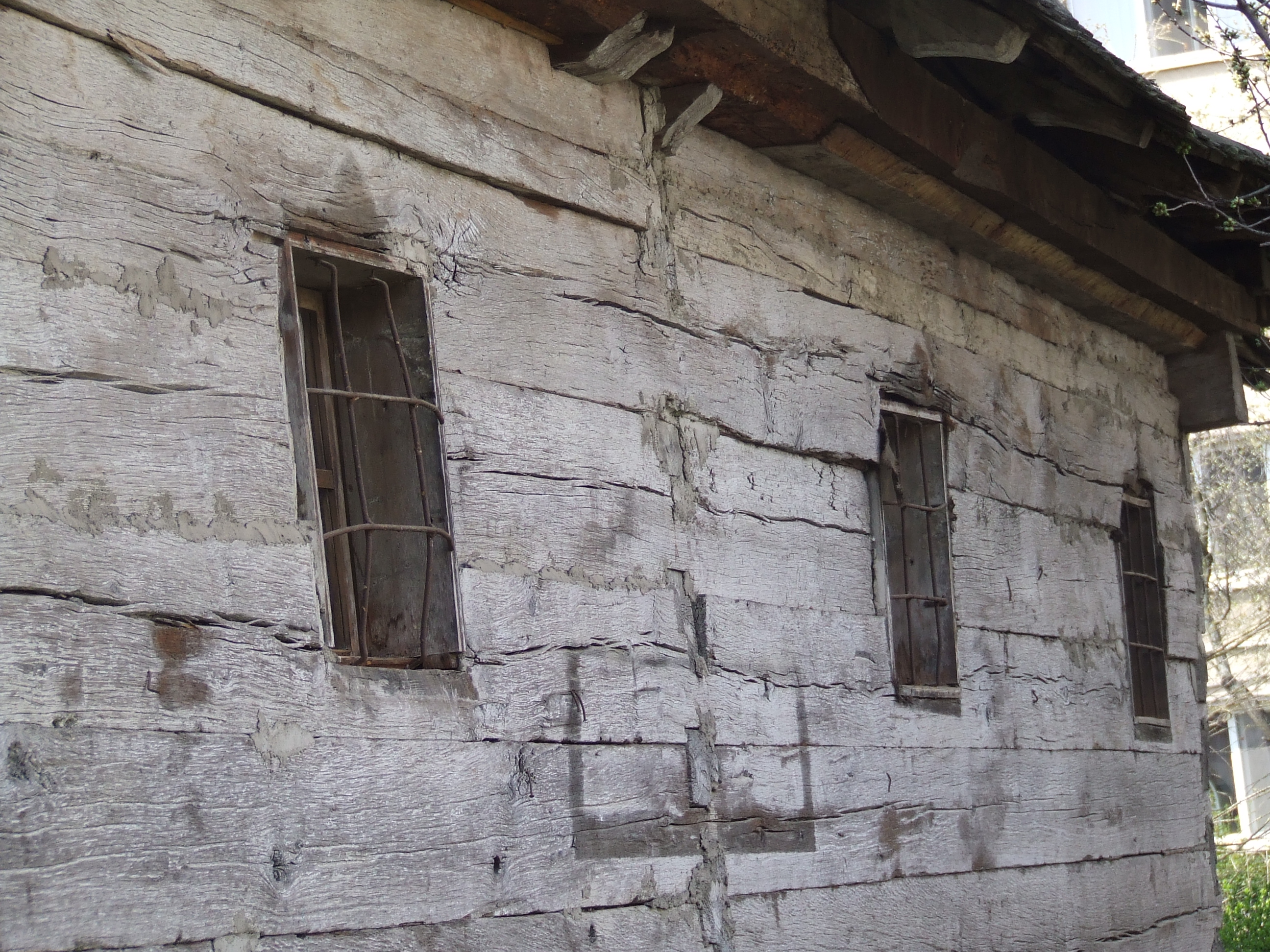
Vedere laterală
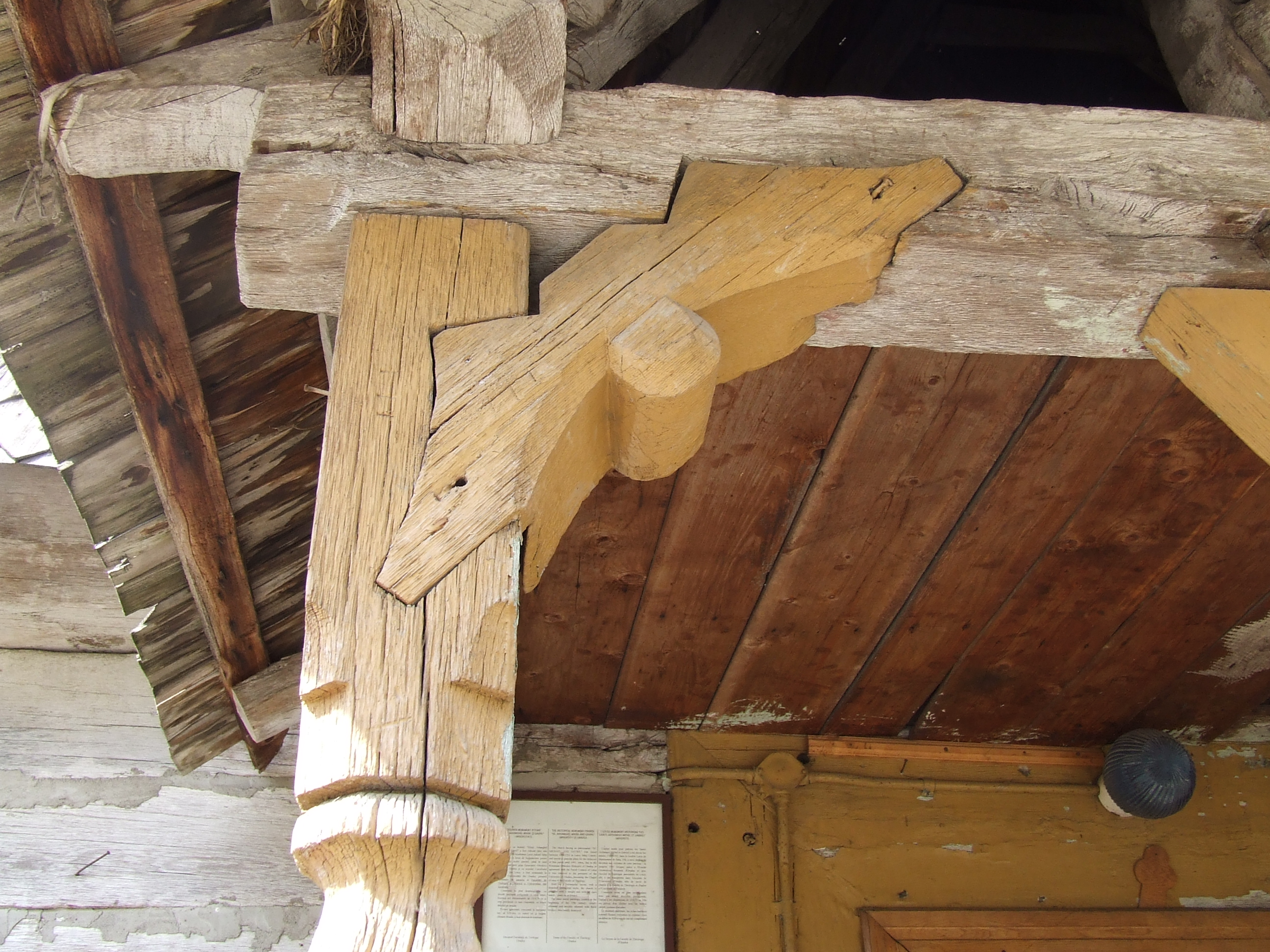
Detaliu imbinare
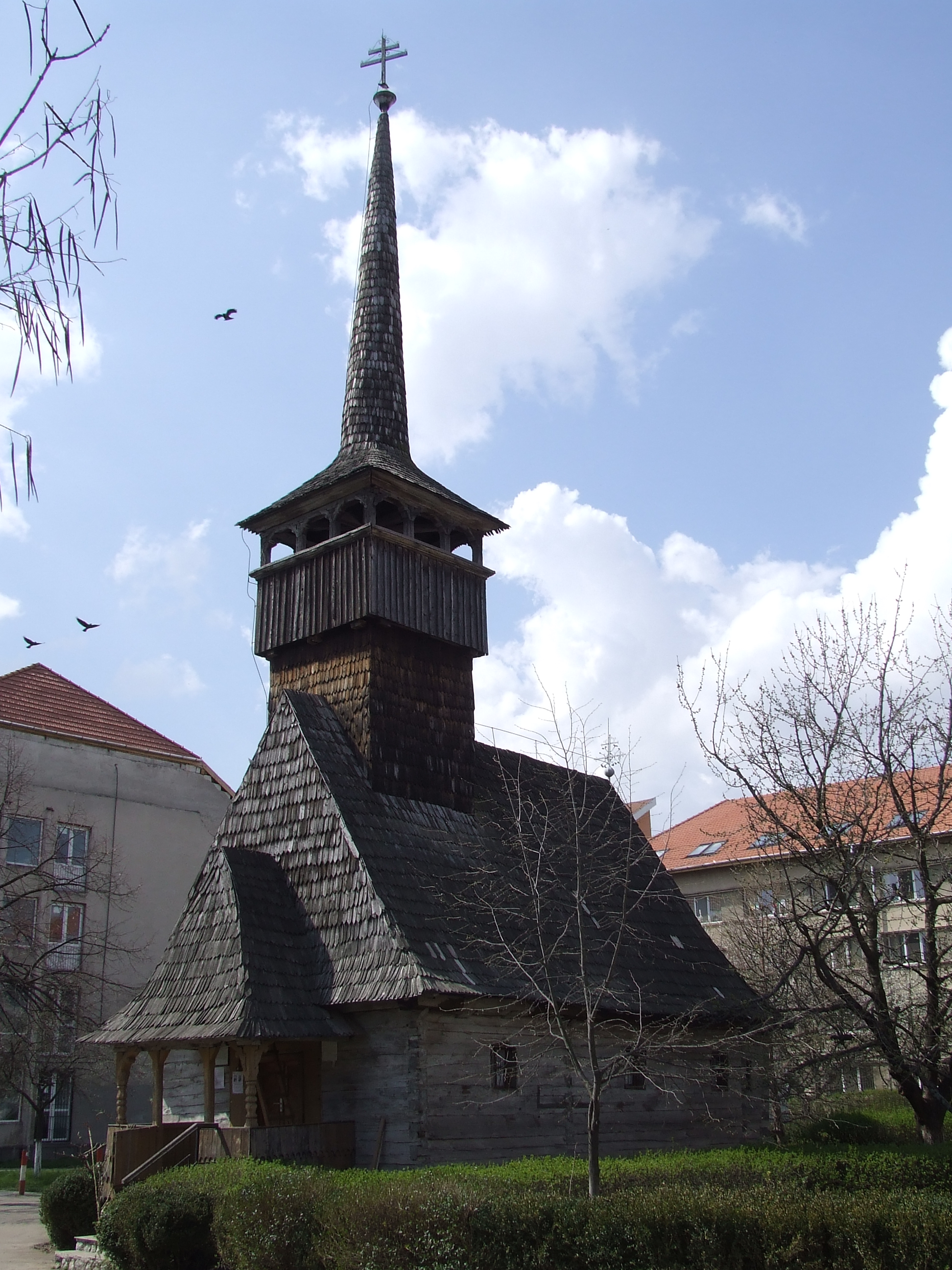
Vedere de ansamblu